# Задолжя
Задолжя (рос. Задолжье) — присілок в Новоржевському районі Псковської області Російської Федерації.
Входить до складу муніципального утворення Вехнянська волость.
Населений пункт розташований за 13 кілометрів від районного центру — міста Новоржев.

## Історія
Раніше входив до складу Дубровської волості, яка була розформована у 2005 році. Від 2015 року входить до складу муніципального утворення Вехнянська волость.

## Населення
| 2001 | 2002 | 2010 |
| ---- | ---- | ---- |
| 28   | ↗32  | ↘10  |